# Europastraße 017
Die Europastraße 017 (kurz: E 017) ist eine Europastraße des Zwischennetzes in Russland.

## Verlauf
Die Europastraße 017 beginnt an der Europastraße 22 bei Jelabuga am rechten Ufer der Kama und verläuft von dort über Nabereschnyje Tschelny mit einer Länge von 323 Kilometern in südöstlicher Richtung nach Ufa, wo sie an die Europastraße 30 anschließt. Sie ist zugleich Teilstück der russischen föderalen Fernstraße M12 Wostok, die Moskau mit Tjumen verbindet und ein Teilstück der föderalen Fernstraße R240, der Djurtjuli mit Orenburg verbindet.
An beziehungsweise nahe der Europastraße 017 liegen die Städte Nabereschnyje Tschelny, Menselinsk und Djurtjuli. Jeweils etwa zur Hälfte verläuft sie auf den Territorien der Republiken Tatarstan und Baschkortostan.